# ナターリヤ・ロジェストヴェンスカヤ
ナターリヤ・ペトロヴナ・ロジェストヴェンスカヤ（ロシア語: Наталья Петровна Рождественская, ラテン文字転写: Nataliya Petrovna Rozhdestvenskaya、1900年5月7日（ユリウス暦4月24日） - 1997年9月1日）は、ソビエト連邦、ロシアのオペラ及び室内楽の歌手（ソプラノ）、翻訳家。

## 概要
弁護士の娘としてニジニ・ノヴゴロドに生まれる。生地のギムナジウムとロシア音楽協会ニジニ・ノヴゴロド支部音楽学校で学ぶ（音楽学校ではピアノ科に在籍）。1918年以降、モスクワに移り国立演劇大学（ГИТИС）でソフィヤ・ドゥルジャキナ、アレクサンドル・ヘシンに師事する。1926年より演奏活動を開始し、1929年から1960年までの30年以上にわたり全連邦放送（Всесоюзное радио）のオペラ・アンサンブルのソリストとして活躍した。『石の客』（ダルゴムイシスキー）のドンナ・アンナ、『フィガロの結婚』（モーツァルト）の伯爵夫人ロジーナ、『見えざる街キーテジと聖女フェヴローニヤの物語』（リムスキー＝コルサコフ）のフェヴローニヤなどを主な持ち役とし、フェヴローニヤを歌った録音はフランスでグランプリを受賞している。また、外国語のオペラ台本のロシア語訳も手掛け、ラヴェルの『スペインの時』『子供と魔法』、リヒャルト・シュトラウスの『アラベラ』、ストラヴィンスキーの『放蕩児の遍歴』、プーランクの『人間の声』などが遺されている。同時代のロシア人作曲家の作品の普及にも貢献した。
1997年9月1日にモスクワで没した。

## 家族
夫は指揮者のニコライ・アノーソフ。息子は同じく指揮者のゲンナジー・ロジェストヴェンスキー。息子の妻はピアニストのヴィクトリア・ポストニコワ。

## 主な録音
以下はメロディア録音
オペラ
- ダルゴムイシスキー：石の客（ドンナ・アンナ役、1946年録音）
- チャイコフスキー：オプリーチニク（ナターリヤ役、1948年録音）
- チャイコフスキー：地方長官（抜粋、マリヤ・ヴラスエヴナ役、1952年録音）
- プッチーニ：マノン・レスコー（マノン・レスコー役、1946年録音）
- モーツァルト：フィガロの結婚（伯爵夫人ロジーナ役、1948年4月9日録音）
- リムスキー＝コルサコフ：パン・ヴォエヴォーダ（ロシア語版）（ヤドヴィガ・ザポリスカヤ役、1951年録音）
- リムスキー＝コルサコフ：不死身のカシチェイ（王女役、1949年5月12日録音）
- リムスキー＝コルサコフ：見えざる街キーテジと聖女フェヴローニヤの物語（フェヴローニヤ役、1956年7月30日録音）

その他
- シューマン：女の愛と生涯（1952年録音）
- チャイコフスキー：カンタータ『歓喜に寄す』（1949年録音）
- マーラー：交響曲第4番（1954年10月19日録音）

翻訳した作品の録音
- オルフ：賢い女（ドイツ語版）（ロジェストヴェンスキー指揮）
- ショーソン：愛と海の詩（コズロフスキー独唱、ロジェストヴェンスキー指揮）
- バルトーク：青ひげ公の城（ロジェストヴェンスキー指揮）
- プーランク：人間の声（ナデジダ・ユレーネヴァ（ロシア語版）独唱、ロジェストヴェンスキー指揮）
- ラヴェル：子供と魔法（ロジェストヴェンスキー指揮）

## 受賞
- 1942年：ロシア・ソビエト連邦社会主義共和国功労芸術家
- 1947年：ロシア・ソビエト連邦社会主義共和国人民芸術家